# ペーダソス
ペーダソス（古希: Πήδασος, Pēdasos）は、ギリシア神話に登場する人物、馬である。長母音を省略してペダソスとも表記される。主に、
- ブーコリオーンの子
- アキレウスの馬

がいる。以下に説明する。

## ブーコリオーンの子
このペーダソスは、トロイアー王ラーオメドーンの子ブーコリオーンと泉のニュムペー・アバルバレエーの子で、アイセーポスと兄弟。トロイア戦争で戦ったが、『イーリアス』の初日にアイセポスとともにエウリュアロスに討たれた。

## アキレウスの馬
このペーダソスは、クサントス、バリオスとともにアキレウスの戦車を引いた3頭の名馬の1つである。クサントスとバリオスは不死の馬だったが、ペーダソスは不死ではなく、アキレウスがエーエティオーンの町を攻撃した際に手に入れた馬だった。パトロクロスがアキレウスの鎧をまとって戦った時、アキレウスの戦車につながれたが、パトロクロスがサルペードーンと戦った際、サルペードーンの投げた槍が外れ、ペーダソスに当たって死んだ。